# Dolichurus abdominalis
Dolichurus abdominalis är en  stekelart som beskrevs av Frederick Smith 1860.
Dolichurus abdominalis ingår i släktet Dolichurus och familjen Ampulicidae. Inga underarter finns listade i Catalogue of Life.